# 大家重夫
大家 重夫（おおいえ しげお、1934年9月19日 - 2025年1月21日）は、日本の文部官僚・法学者。久留米大学名誉教授。

## 人物・来歴
北九州市小倉北区出身。1953年福岡県立小倉高等学校卒業。1958年京都大学法学部卒業。
1960年11月16日文部省管理局振興課へ入り、1963年体育局学校給食課。1965年から2年間、総理府審議室・内閣審議室に出向し、「建国記念の日」制定、明治100年記念事業等に従事した。ユネスコ国内委員会教育課、名古屋大学庶務課長を経て、1970年文化庁著作権課長補佐。1974年文化庁庶務課課長補佐、1977年文化庁著作権課著作権調査官。1979年から3年間、内閣官房インドシナ難民対策連絡調整会議事務局員を命ぜられ、難民への日本語教育を担当した。1982年、宗教法人担当の宗務課長、1984年、国立吉備少年自然の家所長、1986年、オリンピック記念青少年総合センター次長を務めた。
1988年3月1日文部省を退官し、3月2日から久留米大学法学部教授に就任した。2005年定年退職、特任教授。2010年退任。公立大学法人九州歯科大学理事 （2008 - 2012）。公益社団法人国際日本語普及協会評議員（1992年5月26日 - 2010年5月26日）・理事（2010年5月27日 -）。特定非営利活動法人日本肖像権協会理事。株式会社インタークロスIT企業法務研究所客員研究員。
著作権などのほか宗教、家元制度にも関心を持っていた。
2025年1月21日、死去した。90歳没。死没日付をもって、正五位に叙され、瑞宝小綬章を追贈された。

## 著書物
- 『肖像権』新日本法規出版 1979、太田出版 2007
- 『ニッポン著作権物語 プラーゲ博士の摘発録』出版開発社 1981、青山社 1999
- 『芸能人判例百題』 芸団協出版部 1984
- 『著作権文献・資料目録』1984～1986 著作権資料協会 1987-97
- 『外国著作権判例200題』著作権資料協会・著作権情報センター 著作権シリーズ 1989
- 『最新 肖像権関係判例集』ぎょうせい 1989
- 『タイプフェイスの法的保護と著作権』久留米大学法学会編 成文堂 久留米大学法政叢書 2000
- 『著作権を確立した人々 福澤諭吉先生、水野錬太郎博士、プラーゲ博士…』成文堂選書 2003
- 『唱歌『コヒノボリ』『チューリップ』と著作権 国文学者藤村作と長女近藤宮子とその時代』全音楽譜出版社 2004
- 『肖像権-改訂新版』太田出版 2011
- 『インターネット判例要約集―附・日本著作権法の概要と最近の判例』青山社 2015
- 『シリア難民とインドシナ難民―インドシナ難民受入事業の思い出』青山社 2017

### 単編著
- 『プラーゲ旋風』編 黎文社 1974
- 『芸能人判例百選』芸団協出版部1984
- 『外国著作権判例200題』著作権資料協会1989
- 『宗教関係判例集成』全10巻 編 第一書房 1984-94
- 『明治三十二年・貴族院の著作権法審議ー貴族院・著作権法・水野錬太郎』青山社 2021（予定）

### 共編著
- 『最新 著作権関係判例集』全11巻 編 ぎょうせい 1978-95
- 『最新 企業秘密・ノウハウ関係判例集』ぎょうせい 1989
- 『著作権文献・資料目録』1997-2002 著作権情報センター 1999-2004
- 『著作権文献・資料目録』2003-2010 黒澤節男共著 著作権情報センター 2005-12
- 『ウルトラマンと著作権―海外利用権・円谷プロ・ソムポート・ユーエム社』上松盛明共編 青山社 2014
- 『美術作家の著作権 その現状と展望』福王寺一彦共著 里文出版 2014
- 『文字書体の法的保護―タイプフェイス・フォント・ピクトグラム』葛本京子共著 青山社 2019
- 『日本敗戦の代償ー神道指令・著作権・戦時加算』川上拓美共編 青山社 2020

### 論文・エッセイ一覧
- 1963年
  - 「公の支配と私立学校」私学振興12巻2号（1963年3月）29頁
- 1967年
  - 「建国記念の日の制定について」社会教育1967年2月号（22巻2号）52頁
- 1977年
  - 「著作権法第13条にいう著作物の範囲」法律のひろば1977年9月号4頁
- 1981年
  - 「難民と日本語教育」文部時報1981年3月号76頁
  - 「日本が難民を受け入れる」国際交流1981年7月号（28号）40頁
  - 「民事判例に現れた家元制度 (1)」文化庁月報1981年7月号10頁
  - 「民事判例に現れた家元制度 (2)」文化庁月報1981年8月号14頁
- 1984年
  - 「難民事業本部ができた頃」IR月報（部内資料）第39号1頁
- 1999年
  - 「要約文と翻訳権侵害 - 東京地裁平成8年9月30日判決（江差追分ルーツ事件）についての疑問」久留米大学法学34号（1999年）51頁
- 2003年
  - 「明治2年5月13日出版条例制定の背景 - 旧慣は引き継がれたか」（「著作権法と民法の現代的課題 - 半田正夫先生古稀記念論集」）3頁
- 2005年　
  - 「法人名義 著作物たるべき著作物の他名義への変更（社）日本著作権協議会の破産による解散を機に」（「意匠法及び同周辺法の現代的課題 牛木理一先生古稀記念」）（発明協会 2005年）545頁
- 2006年
  - 判例評釈「『宗教法人天理教』は『宗教法人天理教豊文教会』の名称使用を差し止められないという事例」、発明2006年10月号46頁
- 2008年
  - 「代作とその周辺 - 偽りの著作者名の表示行為について」久留米大学法学59・60合併号（2008年10月）1頁
- 2012年
  - 「日本著作権史素描-貸与権の創設まで」（高林龍・三村量一・竹中俊子編「知的財産法学の歴史的鳥瞰ー現代知的財産法講座4巻」187頁）
- 2013年
  - 「『やっぱりブスが好き』事件（東京地裁平成8年2月23日判決）」（日本マンガ学会ニュースレター35号13頁～14頁）
- 2014年
  - 「『子連れ狼』二重譲渡事件（知財高裁平成26年2月27日判決）」（日本マンガ学会ニュースレター37号12頁～13頁）
- 2015年
  - 「『実話大報』事件（東京地裁平成25年11月28日判決）」（日本マンガ学会ニュースレター40号12頁～13頁）
- 2016年
  - 「漫画『軍鶏』映画製作契約事件（東京地裁平成26年8月29日判決）」（日本マンガ学会ニュースレター42号6頁～11頁）
  - 「タイプフェイスの法的保護の現状」（JAGDA創作保全委員会編「タイプフェイスの法的保護」日本グラフィックデザイナー協会・2016年3月25日）1頁～41頁
  - 「パブリシティの権利とプロダクションの地位・役割（その3） - 法人著作、職務著作、職務発明類似の構成を基本とする考え方」日本音楽事業者協会「パブリシテイ権研究会報告書」（日本音楽事業者協会・2016年）107頁～113頁
  - 「著作権事件に見る日本の宗教と宗教団体の動き」
  - 「知的財産法研究の輪ー渋谷達紀教授 追悼論文集」661頁〜680頁 発明推進協会
- CiNii>大家重夫